# Juliana Negedu
Juliana Negedu (31 de julho de 1979) é uma basquetebolista nigeriana.

## Carreira
Juliana Negedu integrou a Seleção Nigeriana de Basquetebol Feminino em Atenas 2004, terminando na décima-primeira posição.